# Austrognatharia sterreri
Austrognatharia sterreri är en djurart som tillhör fylumet käkmaskar, och som först beskrevs av Kirsteuer 1969.  Austrognatharia sterreri ingår i släktet Austrognatharia och familjen Austrognathiidae. Inga underarter finns listade i Catalogue of Life.